# Хомути
Хомути (рос. Хомуты) — хутір Тахтамукайського району Адигеї Росії. Входить до складу Старобжегокайського сільського поселення.
Населення — 586 осіб (2015 рік).